# 光穹遊戲
光穹遊戲股份有限公司（18Light Game ltd.），簡稱光穹遊戲，由三名創辦人於2015年12月成立的臺灣獨立遊戲開發團隊。目前已於Steam、任天堂Switch、手機等平台推出《螢幕判官》。2020年4月公布新作《棄海》開發消息，並曾於2021年2月開放為期七天的限時體驗版供玩家免費下載。

## 公司歷史
- 2012年，由陳任軒等人於18樓合租宿舍結成光穹遊戲，將宿舍樓層與「聚光燈」的英文讀音結合後得名「18Light」。[4]
- 草創時期為趕出初次參加國際競賽的作品，成員擠在僅5坪大的學生套房日夜趕工。最終於「Unity遊戲及應用大賽」獲得金獎，並收到當時成員就讀的龍華科大給予創業基金作為支持，因而結下成立公司的契機。[5]
- 經AUCC校園創業培育計劃評估過該團隊的商業模式設計與發展潛力後，於2017年獲得「最佳人氣創業獎」及「CLBC特別獎」兩大獎。[6]
- 《螢幕判官》於2017台北電玩展首度曝光製作消息[7]，隔年正式發售後以獨具特色的美術風格與貼近人心的故事設計打響知名度。該作品上架當月首週創下App Store下載冠軍[8]、上架三週達成2億瀏覽人次的紀錄[9]。
- 2020年4月透過《集合吧！動物森友會》舉辦線上邀請[10]，於活動島嶼內公布新專案《棄海》相關製作情報。後於同年6月12日正式公開Steam商店頁面[11]。

## 開發遊戲

### 麥克尼西亞
光穹遊戲於草創時期開發的首部作品，是一款關卡制2D橫向卷軸動作解謎遊戲，以磁鐵異極相吸、同極相斥特性作為概念基礎。玩家須用滑鼠發射帶有正負兩種元素的雷射，當觸發帶有正負元素的機關時，可將該機關轉換成和雷射相同的元素，進而與其他機關相吸或排斥。
故事背景設定於地球能源消耗殆盡的遙遠未來，眾多科學家希望透過探索外太空尋找資源與適合居住的環境。某天，一顆富有能量的隕石落在地球，經科學家調查後發現其源自於名為「麥克尼西亞」的星球。儘管人類派遣太空人與機器人前往探勘，卻因行星的神祕能量而無一平安生還。
一名菁英科學家「園天」利用隕石核心與探勘數據製造出高度智能機器人──地球與麥克尼西亞之子「奧斯特」，並把他送往麥克尼西亞進行調查。隨著旅途日漸深入，麥克尼西亞與太空站過去發生的種種也將逐漸明朗。
本作因資源不足因素，決定暫時取消製作。
- 獲獎紀錄

| 年份 | 競賽                                        | 獎項             |
| ---- | ------------------------------------------- | ---------------- |
| 2014 | Unity遊戲及應用大賽 原創組                  | 最佳創作金獎[14] |
| 2014 | 文創之星創意加值競賽 影視音出版與數位內容組 | 首獎[15]         |

### 螢幕判官
以1960～1980年代的臺灣為舞台的2D角色扮演動作冒險解謎遊戲。故事圍繞在一名凶殺案嫌疑犯的人生，透過參與嫌犯的成長歷程尋找關於真相的蛛絲馬跡，並從中考究各類現實社會議題，體驗時下社會氛圍對新聞媒體與群眾帶來的影響。
劇情以倒敘手法回到主角「王裕明」的幼稚園、中學、成年時代，直至其犯下弒父血案。體驗家庭生變、校園霸凌、社會輿論等因素如何影響他的一生。視角不斷在虛幻與現實之間切換，讓身為第三者的玩家能在短時間內以不同角度看待事件。

### 棄海
採用類銀河戰士惡魔城機制的2D橫向卷軸動作冒險遊戲。
故事背景設定於四百年後的近代未來，人類所居住的海底都市遭受垃圾變種魚怪侵襲，導致原先安寧的生活逐漸消失。
玩家需扮演深海守護者「半魚人波弟」並指揮夥伴型自動標槍「生化劍魚勃朗特」共同對抗入侵者。而隨著冒險愈發險峻，隱藏在新文明背後的秘密也將隨之揭開。

## 社群活動

### 學生遊戲夢
學生遊戲夢（Student Game Dream, SGD）為學生團隊出身的光穹遊戲於2016年創立遊戲開發者交流平台。
該社團以學生為主要族群，目的為打造優質的學習資源共享環境，同時將業界情報與資源提供予開發者參考研究。

### 學生遊戲菁英群雄會
由學生遊戲夢創辦於2016年。考量學生作品缺乏少宣傳管道與曝機會間此活動，透過邀約知名實況主、獨立團隊參與聚會，幫助學生遊戲開發者從中切磋技能、擴展見識。
為增加活動豐富性，近年常與「臺灣學生遊戲開發者論壇（TSGDF）」和「臺北遊戲開發者論壇（TGDF）」合作舉辦。

### 學生遊戲黑客松
由學生遊戲夢創辦於2015年。主要族群為大專與高中職學生，核心精神為「自主學習」、「嘗試執行」、「展示出來」。
參加者須和來自全國各地的陌生開發者組成團隊，在30小時的時間限制內完成遊戲雛形開發，最後由全體參加者投票選出符合「最佳創意」、「最佳人氣」、「最佳挑戰」三樣獎項的作品。幫助學生短時間內提升實力、交流經驗並拓展人脈。

## 外部連結
- 光穹遊戲官方網站 （页面存档备份，存于）
- 光穹遊戲Facebook專頁 （页面存档备份，存于）
- 光穹遊戲Twitter帳戶（English） （页面存档备份，存于）
- 光穹遊戲Twitter帳戶（日本語） （页面存档备份，存于）
- 光穹遊戲Youtube頻道 （页面存档备份，存于）